# Abdelkader Ben Bouali
Abdelkader Ben Bouali (arabisch عبد القادر بن بوعلي, DMG ʿAbd al-Qādir Bin Būʿalī; * 25. Oktober 1912 in Orléansville; † 23. Februar 1997 in Algier) war ein algerischer Fußballspieler, der einen wesentlichen Abschnitt seiner Karriere im französischen Fußball absolvierte.

## Vereinskarriere
Der Verteidiger Ben Bouali begann seine Karriere bei RU Algier, bevor er in das französische Kernland – Algerien gehörte damals zum französisch beherrschten Nordafrika – kam. Sein erster Klub dort war der Erstligist SO Montpellier, bevor er ab 1934 oder 1935 beim FC Sète spielte.
1936 wechselte er zu Olympique Marseille; dort wurde er unter Trainer József Eisenhoffer auf Anhieb Stammspieler in einer Mannschaft, die etliche herausragende Fußballer in ihren Reihen hatte (namentlich Torwart Vasconcelos, Weiskopf, Kohut sowie mit Zatelli und Aznar zwei Spieler, die ebenfalls aus Algerien stammten). Mit diesem frühen „Starensemble“ Olympiques gewann Abdelkader Ben Bouali gleich in seiner ersten Saison den Meistertitel und machte zudem die Verantwortlichen der Nationalmannschaft auf sich aufmerksam (siehe unten). In der folgenden Spielzeit konnte seine Elf zwar diesen Titel nicht verteidigen, sondern belegte hinter dem FC Sochaux nur Rang 2 in der Division 1; dafür gewann sie aber den französischen Pokal, und Ben Bouali stand auch im Finale des Wettbewerbs (2:1 n. V. gegen den FC Metz) im weißen Trikot von OM auf dem Rasen.
Dennoch zog es ihn 1938 zu Racing Paris. Dieser Wechsel zerschlug sich allerdings, obwohl er zwischen den Klubs bereits vereinbart war: ein Olympique nahestehender Anwalt hatte jungen Männern, die sich von der Wehrpflicht in der französischen Armee befreien lassen wollten, für eine vierstellige Summe eine entsprechende Bescheinigung verschafft. Nachdem diverse Fälle aufgedeckt und vor Gericht gekommen waren, musste auch Ben Bouali für wenige Tage ins Gefängnis. Seine Profilizenz wurde eingezogen, woraufhin er noch kurzzeitig für eine Mannschaft in Périgueux spielte, die von ehemaligen Fußballern von Racing Strasbourg gegründet worden war, bevor er nach Algerien zurückging und dort für die AS Orléansville bzw. später wieder für RU Algier antrat. Für die Saison 1941/42 erscheint sein Name in einer Quelle noch einmal im Mannschaftskader des Toulouse FC; ob dies ein Irrtum ist oder ob Ben Bouali in den Kriegswirren kurzzeitig einen Weg zurück in den französischen Profifußball fand, bedarf der Klärung.

### Stationen
- Racing Universitaire Algérois
- Sports Olympiques Montpelliérains
- Football Club de Sète (1934 oder 1935–1936)
- Olympique de Marseille (1936–1938)
- Périgueux
- eventuell Toulouse Football Club (1941/42)
- Association Sportive de Orléansville
- Racing Universitaire Algérois

## In der Nationalmannschaft
Abdelkader Ben Bouali bestritt im Mai 1937 ein A-Länderspiel für Frankreich; beim 0:2 im Stade Olympique Yves-du-Manoir gegen Irland bildete er in einer „Experimentalelf“ gemeinsam mit Raoul Diagne das Verteidigerpaar. Bei der Fußball-Weltmeisterschaft 1938 gehörte Ben Bouali zum französischen Aufgebot; allerdings wurde er in keinem der beiden Spiele eingesetzt, weil in der Verteidigung Cazenave und Mannschaftskapitän Mattler bei Sélectionneur Barreau und Trainer Cottenet gesetzt waren.

## Leben nach der Spielerzeit
Ben Bouali hatte, auch schon während er noch für Orléansville und Algier spielte, in verschiedenen Unternehmen in Algerien gearbeitet, zuletzt bei einer Firma der Hydraulik-Branche. 1979 ist er, der immer ein Anhänger von Olympique Marseille war, in den Ruhestand gegangen. In seinem 85. Lebensjahr starb er in einem Krankenhaus in Algier.

## Palmarès
- Französischer Meister: 1937 (und Vizemeister 1938)
- Französischer Pokalsieger: 1938
- 1 A-Länderspiel (kein Treffer) für Frankreich; WM-Teilnehmer 1938
- 56 Spiele (kein Tor) für Marseille in der Division 1[9] (Zahlen bei Montpellier und Sète derzeit nicht zu ermitteln)